# Schistidium agassizii
Schistidium agassizii là một loài Rêu trong họ Grimmiaceae. Loài này được Sull. & Lesq. mô tả khoa học đầu tiên năm 1856.